# Rubute
Rubute (rbt) ist eine antike Stadt in Palästina, die nach ägyptischen Quellen zwischen Gezer und Jerusalem lag, vermutlich in der Gegend von Latrûn im Bergland von Judäa.

## Lage
Aharoni setzte Rubute ursprünglich mit Bet Schemesch gleich. In einem späteren Artikel plädiert er dagegen für eine Lokalisation bei Bab el Wad, unweit des Klosters von Latrûn in dem Tell Khirbet Hamîda, el-Khirbeh oder Khirbet Bîr el-Hilû. Von dort liegen Funde aus der Mittleren Bronzezeit II, der Späten Bronzezeit und der Eisenzeit (I und II, unter anderem sogenannte philistinische Waren) vor. Auch perserzeitliche Keramik ist vertreten.
Aharoni möchte Rubute außerdem mit dem biblischen Rabba gleichsetzen.